# Hylesia angulex
Hylesia angulex är en fjärilsart som beskrevs av Max Wilhelm Karl Draudt 1929. Hylesia angulex ingår i släktet Hylesia och familjen påfågelsspinnare. Inga underarter finns listade i Catalogue of Life.